# Бараночное изделие

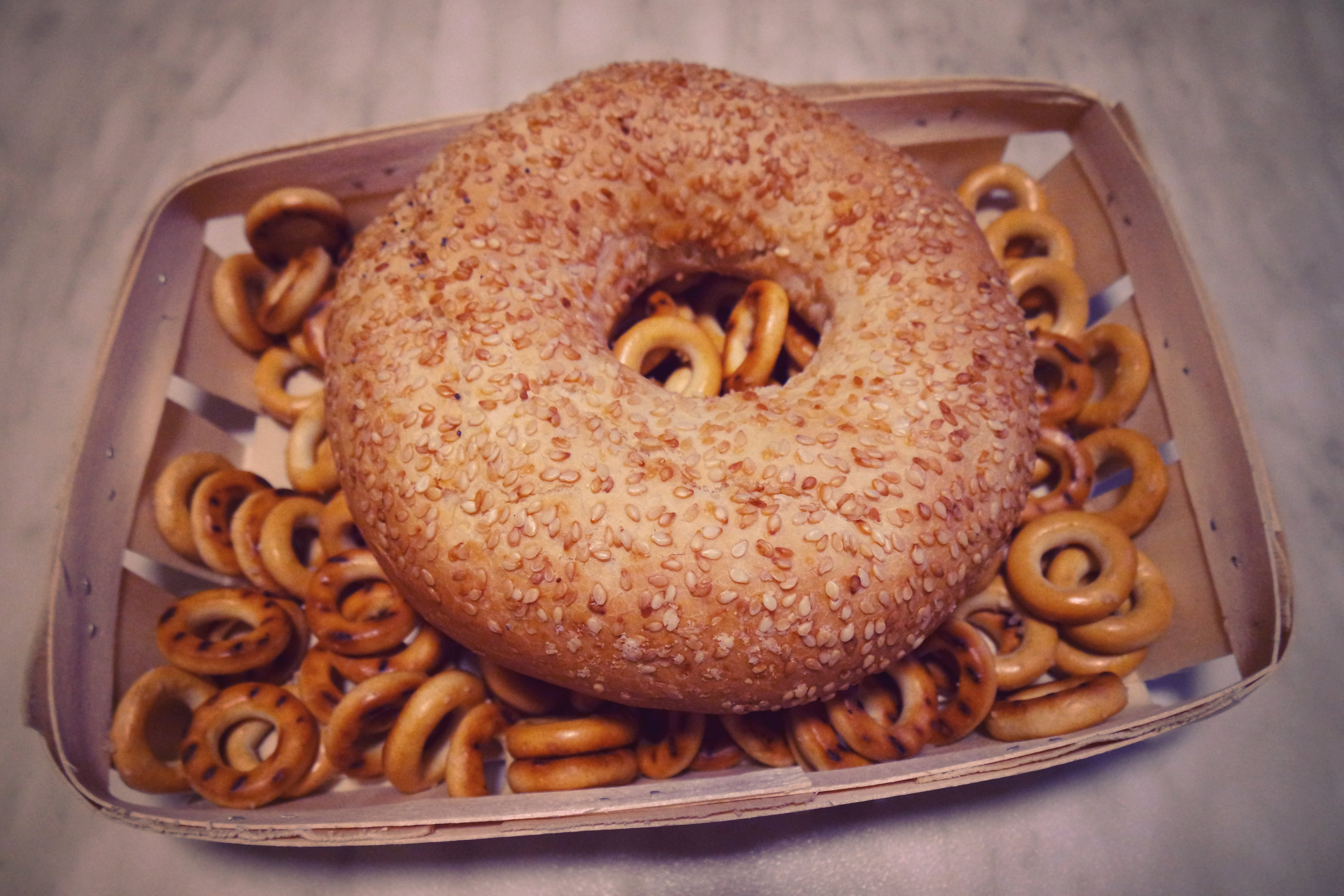
Самое большое и самые малые бараночные изделия: бублик (100 г, 13,5 см в диаметре) и мини-сушки (2 см)

Бараночное изделие — традиционный русский обварной хлебный продукт пониженной влажности в форме кольца или овала, как правило, длительного хранения, предлагаемый как закуска к чаю, которую берут руками (снэк, закуска).
Основные виды: баранки, сушки, бублики, в каждом из видов существует множество сортов — простые, с маком, с тмином, сдобные, ванильные, солёные и другие. Общее всех этих видов — тонкая глянцевая поджаристая поверхность, образующаяся благодаря ошпариванию изделий перед выпечкой и предохраняющая продукт от проникновения плесени при длительном хранении.
По технологии приготовления, кулинарным и товарным качествам близки к обварным хлебобулочным изделиям — соломке и хлебным палочкам. Изделия, родственные по кольцевой форме и технологии приготовления с корнями в еврейской восточноевропейской кулинарной традиции — бейгели, а также британские, американские и канадские бейглы, в отличие от хрустящих и длительно хранящихся бараночных изделий, более мягкие и употребляющиеся только свежеиспечёнными.
Основные товарные характеристики для изделий данного класса — диаметр (для изделий продолговатой формы — минимальный и максимальный диаметр), толщина жгута (диаметр сечения хлебной части), количество изделий на 1 кг, влажность, кислотность, содержание сахара, содержания жиров.
Как класс хлебобулочных изделий выделяется только в России и некоторых странах постсоветского пространства; по состоянию на 2009 год сегмент бараночных изделий оценивался в 1,5 % от российского рынка хлебобулочных изделий в целом. Среди крупных производителей бараночного ассортимента — Владимирский хлебокоминат, Останкинский завод бараночных изделий, завод «Невская сушка» санкт-петербургской компании «Каравай».

## Технология
Промышленное изготовление всех бараночных изделий состоит из следующих последовательных фаз: приготовление опары или притвора, приготовление теста, его натирка, отлёжка, формовка кольцевых заготовок, их расстойка, ошпарка, выпечка, после чего готовые изделия могут быть расфасованы и упакованы для последующего хранения, транспортировки и реализации. Процесс в условиях домашних хозяйств может быть сокращённым, но в целом технологические принципы домашнего приготовления бараночных изделий те же, что и при промышленном производстве.
Бараночное тесто изготовляется из пшеничной муки высшего и первого сорта с достаточно высоким содержанием клейковины (30—38 %) и растяжимостью 16—19 см. Применяется как безопарный, так и опарный способ приготовления теста; для баранок и сушек более традиционный способ приготовления теста на притворе — закваске-возбудителе спиртового и молочнокислого брожения, состоящей из муки, воды и части спелого притвора, этот способ, хотя и технически более сложен, благодаря равномерному медленному брожению улучшает пищевые качества баранок и сушек. При опарном способе более распространено применение густой опары влажностью около 40 %, реже используется жидкая опара влажностью до 65 %. Дозировка опары зависит от изделия: для сушек она минимальна, для бубличного теста, требующего более интенсивного брожения, может потребоваться опары в несколько раз больше. В зависимости от сорта изделия в тесто могут вноситься сахар (до 20 %), жиры (до 8 %), молоко (до 20 %).
Замешанное тесто подвергается натирке — механической раскатке для повышения пластичности и гомогенности, что обеспечивает лучшую набухаемость клейковины; при промышленном производстве для натирки крупные куски теста несколько раз (в зависимости от типа изделия) прокатывают через вальцы специализированных натирочных машин. После натирки тесто в свёрнутых рулонах отлёживается 10—40 мин, для сушек иногда отлёжка не применяется. Далее из теста формируются кольцевые заготовки размерами в соответствии с типом и сортом изделия, в промышленном процессе для этого используются делительно-формующие агрегаты, выпрессовывающие кольцевые заготовки стандартных размеров. Кольцевым заготовкам требуется достаточно длительная расстойка в виду низкой влажности и высокой плотности изделий, от 40 мин в некоторых рецептурах баранок до 120 мин для бубликов.
При традиционном способе расстоявшиеся кольцевые заготовки подвергаются ошпарке в кипятке, на современных промышленных предприятиях применяется ошпарка паром низкого давления в течение 1—3 мин. В результате ошпарки на поверхности колец заготовок происходит клейстеризация крахмала и денатурация белков, за счёт чего закрепляется форма изделия и обеспечивается равномерно окрашенная блестящая глянцевая поверхность при последующей выпечке. Ошпаренные изделия сразу направляются на выпечку, в процессе которой, кроме непосредственно выпекания изделия, происходит его обезвоживание. В зависимости от типа изделия и сорта выпечка может длиться от 13 до 19 мин. Объём изделия при выпечке практически не изменяется, упёк составляет 16—25 % от массы заготовки. В промышленности распространены ошпарочно-печные агрегаты, состоящие из паровой камеры, соединённой с печью.
Готовые изделия традиционно нанизывали на шпагат, нормы количества изделий на шпагате второй половины XX века: 90—150 сушек, 50—80 баранок, 20—25 бубликов. С середины — конца XX века чаще упаковываются в полимерные пакеты, реже — сбываются как весовой товар, бублики также продаются поштучно.

## Дефекты
При нарушении технологии приготовления изделий в них могут наблюдаться различные дефекты. Бледность поверхности изделий может быть связана как с избыточной расстойкой заготовок и перебродившим тестом, так и с недостаточной температурой выпечки. При недодержке или передержке в процессе ошпарки изделия могут утратить характерный глянец. При избыточной ошпарке, а также в случае недостаточного выбраживания теста и при длительной выпечке при пониженной температуре может наблюдаться недостаточная набухаемость изделий, этот дефект является наиболее распространённым при промышленном производстве. Трещины на поверхности изделий могут образовываться из-за недостаточно выбраживания теста, короткой расстойки заготовок, заветренности теста, либо из-за неплотной формовки заготовок.

## Сушка

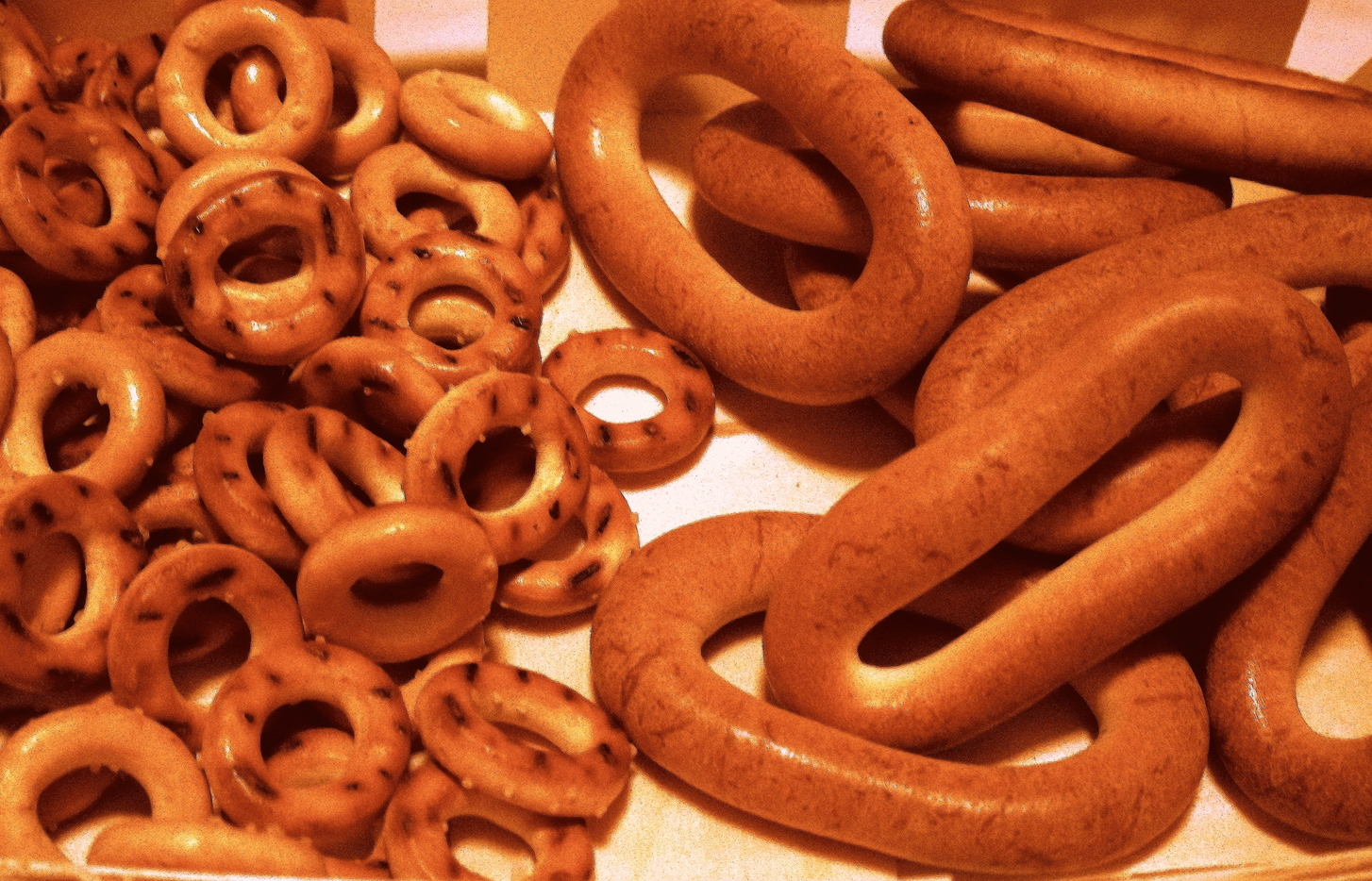
Мини-сушки и сушки-челночок

Сушки — самые малые из бараночных изделий, их диаметр составляет от 4 до 12 см, а толщина жгута — не более 1,5 см. Среди стандартизированных по состоянию на конец XX века рецептур выделяются обыкновенные сушки из пшеничной муки первого и высшего сортов, с маком, ванильные (с добавлением ванилина и наибольшим среди всех бараночных изделий содержанием сахара), горчичные (используется горчичное масло вместо рафинированного растительного). Кроме кольцевой формы иногда изготавливаются продолговатые сушки («челночок»). В начале XX века получили популярность глазированные сушки, а также мини-сушки — изделия уменьшенного размера диаметром до 4 см. Традиционно сушки давались детям в русских семьях в период прорезывания зубов, что нашло отражение в современных торговых марках сушек («Кроха», «Малютка»). Ранее сушки продавались и хранились в связках на верёвке по 90—150 изделий, с конца XX века сбываются либо как весовой товар, либо фасуются в бумажные или полимерные пакеты по 150—300 г.

## Баранка

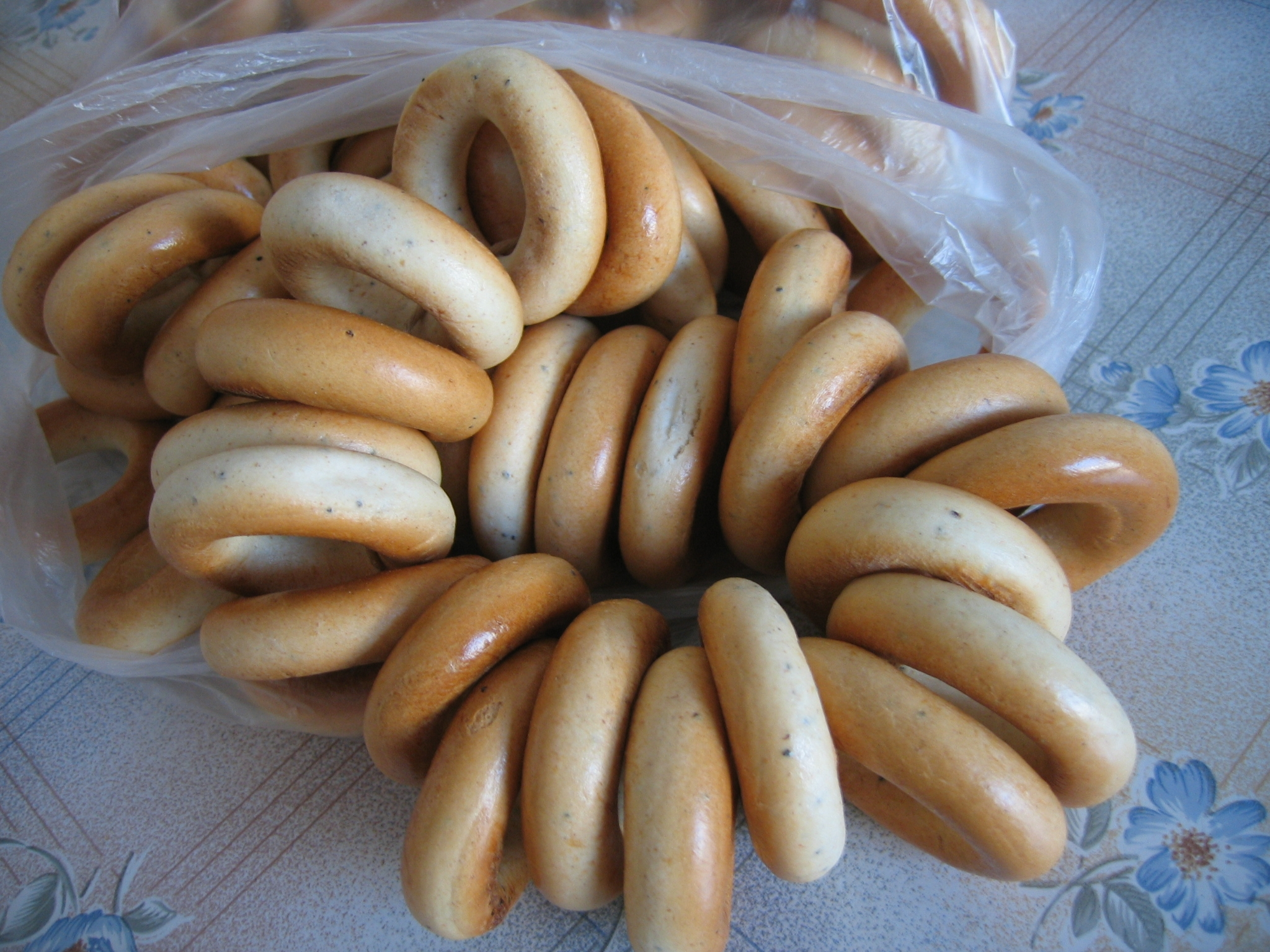
Баранки

Баранки, как правило, заметно крупнее сушек как по сечению, так и по диаметру изделия: 1,7—2,2 см толщина жгута и 7—10 см диаметр кольца. В зависимости от сорта на 1 кг баранок приходится 35—45 изделий.
Упоминаются в русских письменных источниках с XVII века, притом дифференцируются от других видов булочных изделий того времени — калачей, сухарей, кренделей, пряников. К тому же времени относят упоминание профессии баранника (бараночника) — пекаря, занимающегося выпечкой данного типа изделий. В литературе XIX века неоднократно упомянуты валдайские баранки. Часто гирлянды баранок использовались для украшения жилища — в том числе потому, что баранки символизировали солнце. Вильям Похлёбкин и ряд источников, ссылающихся на него, называют «родиной баранок» белорусский город Сморгонь; о том, что во второй половине XIX века в Сморгони выпечка «обваранок» была занятием едва ли не большинства жителей, упоминал Адам Киркор; в 1930-е годы в Сморгони насчитывалось около 60 пекарей. Сморгонские баранки были традиционным угощением на ярмарке ко дню Святого Казимира в Вильно.
Ассортимент баранок, выпускавшихся промышленно в СССР в середине XX века — ванильные, горчичные, лимонные, простые, розовые, сахарные, сахарные с маком, сдобные, фруктово-миндальные, шафранные, яичные. Обычная форма — правильный тор, при этом ванильные, лимонные и розовые — продолговатой формы.
Близкий по наименованию, форме и размерам польский обварной продукт — обваржанек — в отличие от баранок обладает мягкой внутренностью под хрустящей корочкой и употребляется в свежем виде, он ближе по кулинарным и товарным качествам к бейгелям, нежели к баранкам и бараночным изделиям вообще.

## Бублик
Бублики — изделия разнообразных размеров, отличаются от прочих бараночных изделий более высоким уровнем влажности и не используются в качестве хлебных консервов из-за меньших сроков хранения. По товарным свойствам бублики занимают промежуточное положение между баранками и мелкоштучными булочными изделиями, сбываются в зависимости от сорта как поштучно, так и в упаковках по несколько штук или на вес. В середине XX века были стандартизованы бублики украинские весовые и штучные (в вариантах по 50 г и 100 г), бублики с маком, с тмином, позднее стандартизованы молочные бублики (15 л молока на 100 кг муки).